# 세키나미촌
세키나미촌(関南村)은 이바라키현 다가군에 일찍이 존재했던 촌이다.

## 지리
- 현재의 기타이바라키시 북동부에 해당한다.
- 촌 지역은 다가산지의 일부로 거의 산으로 이루어진 지형이다.
- 촌은 태평양에 면해 있다.

## 역사
- 1889년 4월 1일 - 정촌제 시행에 의해 다가군 세키나미촌이 성립하였다.
- 1956년 3월 31일 - 이소하라정, 오쓰정, 세키모토촌, 히라가타정과 합병해, 이바라키시가 성립하여, 동일 기타이바라키시가 개칭되어, 세키나미촌은 소멸하였다.

## 인구
| 1891년 | 1,646 |
| 1902년 | 1,758 |
| 1920년 | 2,056 |
| 1935년 | 2,694 |
| 1950년 | 3,257 |
| 1955년 | 3,307 |

## 교통

### 도로
- 1급국도
  - 국도 제6호선

## 참고문헌
- 角川日本地名大辞典編纂委員会『角川日本地名大辞典 8 茨城県』、角川書店、1983年 ISBN 4040010809